# Sandalolitha
Sandalolitha is een geslacht van neteldieren uit de klasse van de Anthozoa (bloemdieren).

## Soorten
- Sandalolitha boucheti Hoeksema, 2012
- Sandalolitha dentata Quelch, 1884
- Sandalolitha robusta (Quelch, 1886)